# Valerio Grond
Valerio Grond (Davos, 26 ottobre 2000) è un fondista svizzero.

## Biografia
Originario di Monstein e attivo dal dicembre del 2016, Grond ai Mondiali juniores di Kandersteg/Goms 2018 ha vinto la medaglia di bronzo nella sprint e a quelli di Oberwiesenthal 2020 quella d'argento nella medesima specialità; ha esordito in Coppa del Mondo il 12 dicembre 2020 a Davos in sprint (6º), ai Campionati mondiali a Oberstdorf 2021, dove si è classificato 36º nella sprint, e ai Giochi olimpici invernali a Pechino 2022, dove si è piazzato 18º nella sprint. Il 22 gennaio 2023 ha conquistato il primo podio in Coppa del Mondo, nella sprint a squadre disputata a Livigno (3º); ai Mondiali di Trondheim 2025 ha vinto la medaglia d'argento nella staffetta ed è stato 9º nella sprint e 8º nella sprint a squadre.

## Palmarès

### Mondiali
- 1 medaglia:
  - 1 argento (staffetta a Trondheim 2025)

### Mondiali juniores
- 2 medaglie:
  - 1 argento (sprint a Oberwiesenthal 2020)
  - 1 bronzo (sprint a Kandersteg/Goms 2018)

### Coppa del Mondo
- Miglior piazzamento in classifica generale: 27º nel 2024
- 4 podi (1 individuale, 3 a squadre):
  - 2 secondi posti (a squadre)
  - 2 terzi posti (1 individuale, 1 a squadre)